# Cerkev svetega Jerneja, Kolin
Cerkev svetega Jerneja (češko Farní kostel svatého Bartoloměje) v Kolínu na Češkem je pomemben gotski verski objekt. Zgrajena je bila v drugi polovici 13. stoletja v zgodnjegotskem slogu. Od te gradbene faze je ohranjena ladja z dvema osmerokotnima zahodnima stolpoma. V 14. stoletju jo je Peter Parler povsem na novo prezidal z visokim "katedralnim" korom z vencem kapel. Na začetku 16. stoletja je bil zgrajen zvonik. Cerkev je na seznamu kulturnih spomenikov državnega pomena.

## Zgodovina
Zgodnjegotska cerkev je bila verjetno ustanovljena kmalu po ustanovitvi kraljevskega mesta Kolin v 13. stoletju. Arheološke najdbe kažejo, da je pred nje tu že stala cerkev. Ustanovitelj in graditelj je bil verjetno kralj Otokar II. Přemysl. Gradnja je bila končana pred 1300, ko sta bila zgrajena dva vitka osmerokotna stolpa na zahodni fasadi (westwerk).
Leta 1349 je cerkev pogorela. Njeno obnovo je naročil Karel IV. Luksemburški je leta 1360 svojemu dvornemu arhitektu Petru Parlerju naročil, naj jo obnovi, a je takrat že vodil gradnjo stolnice svetega Vida v Pragi. V Kolinu so začeli, kjer je bilo nekdanje župnišče, graditi nov, visok kor. Prenovljen tempelj je bil posvečen leta 1378.
Ob koncu 15. stoletja se je zaradi nepravilne statike porušil severni stolp. Zato je bil leta 1504 zgrajen prostostoječ prizmatičen zvonik, kamor so prenesli zvonove iz poškodovanega stolpa. Leta 1728 je bila na steno severnega stolpa nameščena ura.
Na južni stolp so (verjetno leta 1442) obesili legendarni zvon Vužan, ulit iz visokega deleža srebra in z zlatim obročem. Zanj velja poseben varnostni režim in je bil eden največjih zakladov mesta. Leta 1796 je bil uničen v velikem požaru. Takrat je bila uničena tudi ura, poškodovana pa notranjost templja.
V drugi polovici 19. stoletja je arhitekt Josef Mocker cerkev obnovil (podobno kot v Pragi svetega Vida ali grad Karlštejn). V ta namen je leta 1878 ustanovil društvo za dokončanje dekanatnega templja v Kolinu (Spolek na dostavění děkanského chrámu v Kolíně). Obnova je bila končana leta 1910. Leta 1945 je bila cerkev poškodovana zaradi eksplozije bombe. Splošna obnova se je začela leta 1963 in se nadaljuje še danes.
Leta 1995 je bil kompleks razglašen za spomenik državnega pomena.

## Opis
Triladijska cerkev je zgrajena v gotskem slogu. Spodnji zahodni del je zgodnja gotika z zunanjim podpornim sistemom. Na severni strani sta dva vhodna portala. V timpanonu desnega portala je kopija izvirnega kipa iz 13. stoletja, ki je bil narejen za obnovo v poznem 19. stoletju. Zdaj je izvirnik v Narodnem muzeju Lapidarij v Pragi. Na zahodni fasadi je prvotni vhod v cerkev. Nad njim je krožna gotska rozeta kot okno. Na obeh straneh fasade stoji vitek osmerokoten stolp, visok 66 metrov, ki se je prvotno uporabljal kot zvonik. Na južni strani je bila dodana Kokovská kapela z oltarjem Žalostne Matere božje.
Na zahodnem delu je visok prezbiterij iz 14. stoletja, zgrajen na kraju prvotnega prezbiterija Petra Parlerja. Okoli prezbiterija sta med podpornimi stebri (od leve proti desni) zakristija in venec šestih kapel – Mlynářské, Sladovnické, Řeznické, Šperlingovské, Svatojánské (svetega Janeza) in Svatováclavské (svetega Vaclava). Za posamezno kapelo so v preteklosti skrbeli mestni cehi. V kapeli Sladovnické je pokopan Jan Kolovrat Žehrovský, udeleženec mirovnega poslanstva kralja Jurija Podebradskega. Neogotski glavni oltar je iz začetka 20. stoletja in je delo učencev šole kiparstva v Horicah. Pod prezbiterijem je grobnica, v kateri so poslikane krste, v katerih so pokopani vidni meščani. Na zunanjih stenah ladje visi 14 križev, izrezljanih iz hrastovega lesa, delo Františka Bilka v letih 1910–1913.
Na severni steni cerkve je spominska plošča z latinskim besedilom, ki v prevodu pomeni: "Ta stavba je bila zasnovana 20. januarja 1360 v letu našega gospoda najsvetlejšega princa Karla, po milosti Boga rimskega cesarja in kralja Češke, delo mojstra Petra iz Gmunda, zidarja." V cerkvi je doprsni kip Petra Parlerja in Karla IV.
Poznogotski zvonik stoji sam v bližini severnega stolpa. V zgornjem nadstropju je stanovanje z galerijo nekdanjega čuvaja. V nižjem nadstropju je pet zvonov. Izvirnih šest zvonov iz leta 1797 so med drugo svetovno vojno zasegli Nemci, jih pretopili in uporabili za vojaške namene. Zvon svetega Vaclava je bil po vojni začasno prenesen iz cerkve svetega Vida iz Zálabíj. Zvon iz leta 1610 je verjetno z mestnih vislic. Zvonova Jerneja in Janeza Pavla sta bila na novo ulita v letu 2000.
Blizu Parlerjevega kora sta kraj nekdanje trdnjave gradu in baročna kostnica.